# 郭儁
郭儁（?—?），《北史》作郭世儁，字弘乂，隋朝人物，太原郡文水县（今山西省文水县）人。
郭儁家门和睦，七代人共居，猪狗同乳，乌鸦喜鹊通巢，时人以为是孝义感应天地。州县上奏其事，隋文帝派遣平昌公宇文弼到他家慰问。治书御史柳彧巡察河北，表彰他的家门。汉王杨谅为并州总管，听到郭儁的事迹后很赞叹，赐兄弟二十余人每人衣服各一件。